# Perdikkas II.
Perdikkas II. (altgriechisch Περδίκκας Perdíkkas; † 413 v. Chr.) war der jüngste Sohn Alexanders I. und Bruder des Alketas II., des Philipps und der Stratonike. Nachdem sein Sohn Archelaos seinen Bruder Alketas und dessen Sohn Alexander getötet hatte, verjagte Perdikkas seinen Bruder Philipp und bestieg den Thron von Makedonien.

## Schlacht von Potidaia
Zu Beginn seiner Regierung war Perdikkas II. Bundesgenosse Athens. Nach dem Abfall Potidaias vom Attischen Seebund während des Peloponnesischen Kriegs verbündete sich Athen jedoch mit Perdikkas’ Widersachern, seinem Bruder Philipp und mit Derdas I. von Elimiotis. Deshalb unterstützte er Potidaia und die übrigen chalkidischen Städte. Im Jahre 432 v. Chr. sandte Athen den Heerführer Archestratos nach Makedonien. Er zog zusammen mit Philipp und den Brüdern des Derdas gegen Perdikkas in die Schlacht von Potidaia. Sie eroberten Therme und als sie Pydna belagerten, schloss Perdikkas mit ihnen ein Bündnis. Als Archestratos sich jedoch an die Eroberung Potidaia machte, fielen die Makedonen wieder ab und unterstützten Aristeus und Potidaia.

## Krieg mit den Thrakern
Im darauffolgenden Jahr vermittelte Sitalkes, der König der Thraker, zwischen Athen und Makedonien und es kam zu einem neuen Bündnis. Perdikkas bekam die Stadt Therme zurück und schickte im Gegenzug Waffenhilfe an Phormion gegen die Chalkider. Doch heimlich unterstützte Perdikkas die Peloponnesier und entsandte 1000 Makedonen nach Argos im Kampf gegen Akarnanien.
Im Jahre 429 v. Chr. sammelte Sitalkes ein 150.000 Mann starkes Heer und zog gegen Makedonien, um Amyntas, den Sohn des Philipps, des Perdikkas Bruders, auf den Thron zu bringen. Dieser Übermacht waren die Makedonen hilflos ausgeliefert. Abgesehen von ein paar Überfällen der Reiterei auf die Armee vermieden sie jede weitere Konfrontation und zogen sich in die befestigten Städte zurück. So eroberten die Thraker Eidomene, Gortynia und Atalante und verwüsteten weite Landteile. Da jedoch die versprochene Unterstützung der Athener ausblieb, trat Sitalkes mit Perdikkas in Verhandlungen und wandte sich dann gegen Chalkidike. Perdikkas versprach Seuthes, dem Neffen Sitalkes, seine Schwester Stratonike zur Frau, wenn er Sitalkes zum Abbruch der Expedition bringen würde. Da die Nahrungsvorräte zu Ende gingen und der Winter hereingebrochen war, willigte dieser ein und Seuthes ehelichte später Stratonike.

## Brasidas in Makedonien
Im Jahr 424 v. Chr. schickten die Spartaner Brasidas mit einem Heer zu den Makedonen zur Unterstützung. Als erstes wollte sich Perdikkas Arrhabaios, dem König der makedonischen Lynkestier, entledigen. Doch bevor es zum Kampf kam, trat Brasidas mit Arrhabaios in Verhandlungen und es kam zu einem Bündnis und Perdikkas fühlte sich hintergangen.
Ein Jahr später war Arrhabaios wieder abgefallen und sie zogen erneut gegen ihn zu Felde. Die Feinde errichteten gegenüberliegend ihre Lager. Auch das Lager des Brasidas war in einiger Entfernung von dem des Perdikkas. So wurde es Nacht. In der Nacht fürchteten die Makedonen, die Lynkestier könnten sie heimlich bei Nacht angreifen und das Heer des Brasidas würde im Schutz der Dunkelheit abziehen. Deshalb räumten sie ihr Lager und zogen sich zurück. Als es hell wurde, sah Brasidas, dass Perdikkas abgezogen war, und wählte auch den Rückzug. Am Ende das Zuges postierte er seine stärksten Truppen, um Angriffe abwehren zu können. Der Feind hatte die Lage erkannt und jagte den Flüchtenden hinterher, doch die am Ende des Tross befindlichen Truppen konnten diese Angriffe gut abwehren. Der weitere Rückzug führte durch eine Talenge und die Lynkestier besetzten die Hügel zu beiden Seiten. Brasidas befahl nun einen der Hügel zu erstürmen und der weitere Abzug war frei. Als Brasidas bei Perdikkas war, warf er ihm seine Flucht vor und so kam es zu einem Streit zwischen beiden. Nun wandte sich Perdikkas wieder Athen zu.
Perdikkas wechselte je nach politischer Lage noch ein paar Mal die Seiten, bis er 413 v. Chr. starb. Ihm folgte sein leiblicher Sohn Archelaos I. auf den Thron Makedoniens, der Perdikkas’ Witwe Kleopatra heiratete.